# Günther Meergans

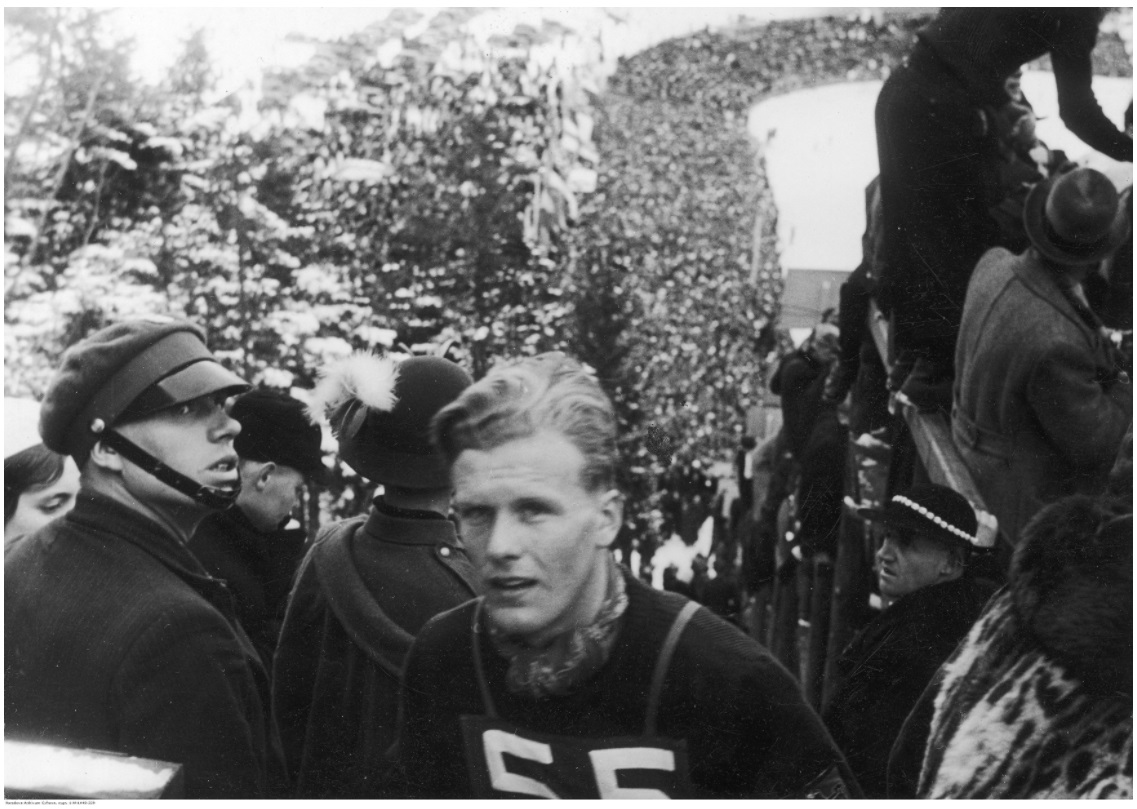
Günther Meergans (1939)

Günther Gerhard Meergans (* 27. Oktober 1915 in Brückenberg; † 22. März 2011 Tirol) war ein deutscher Nordischer Kombinierer.

## Leben und Wirken
Günter Meergans stammte aus Brückenberg im niederschlesischen Riesengebirge. Bereits in seiner Kindheit war er vom Skispringen fasziniert. Mit 16 Jahren trat er in die Jungstahlhelm ein, wo er erste Erfahrungen mit Waffen und Disziplin sammelte. Im April 1933, mit 17 Jahren, schrieb sich Günter in das noch Hundertausend-Mann Heer ein. Er wurde in die Kaserne des 83. Jäger-Regiments der 28. Jäger-Division in Hirschberg versetzt. Am 1. April 1935 wurde er zum Oberjäger befördert. Im Dezember 1937 gewann er die Deutsche und Heeresskimeisterschaft, erste in Altenberg (Erzgebirge). Später wurde er noch zweimal Deutscher Skimeister und war außerdem zweifacher Deutscher Staffelmeister im Skilauf. Seine Einheit war bei dem Einmarsch in das Sudetenland dabei. Am 30. Januar wurde er aufgrund seiner Erfolge zum Leutnant befördert. Sein erster Einsatz fand statt in Gostyń. Wo er nach Ersteren kämpfen die schwere Maschinengewehr Kompanie übernahm der 12 Kompanie. Bei Tomaszow Mazowiecki war er auch beteiligt, wo er eine Polnische Artillerie Einheit zerschlagen hat. Nach der Besetzung Polens war seine Einheit in die Eifel verlegt. Am 9. Mai nahm Gunter im Westfeldzug teil. Nach Ende des Westfeldzuges wurde er mit seiner Einheit zu Bewachung der Grenzer zwischen Vichy-Frankreich und den Besetzten Gebiet im Nordfrankreich. Am Anfang April wurde die 12 Kompanie nach Masuren Versetezt wo sie seit den ersten Tagen des Unternehmen Barbarossa teilnahm. Er nahm am Zweiten Weltkrieg teil und ging danach in die USA. Von 1955 bis 1963 war er in Massachusetts gemeldet. Als Rentner kehrte er nach Deutschland zurück.

## Schriften
- Günther Meergans: Mein Ski-Training. 1949.
- Günther Meergans: Viermal deutscher Skimeister. 1950.
- Günther Meergans: Ein Leben voller Einsatz. 1998 und 2002.

| Personendaten    | Personendaten                                  |
| ---------------- | ---------------------------------------------- |
| NAME             | Meergans, Günther                              |
| ALTERNATIVNAMEN  | Meergans, Günther Gerhard (vollständiger Name) |
| KURZBESCHREIBUNG | deutscher Nordischer Kombinierer               |
| GEBURTSDATUM     | 27. Oktober 1915                               |
| GEBURTSORT       | Brückenberg, Deutsches Reich                   |
| STERBEDATUM      | 22. März 2011                                  |